# Elvis Presley no rádio
Este artigo cita as aparições do cantor Elvis Presley no rádio. Ele fez diversas aparições entre 1945 e 1957.